# مامي واتا
مامي واتا (بالإنجليزية: Mami Wata)‏ هي روح مائية تُبجّل في غرب، ووسط، وجنوب أفريقيا، وفي الشتات الأفريقي في الأمريكتين. عادةً تكون أرواح مامي واتا إناثًا، لكنها قد تكون ذكورًا في بعض الأوقات.

## خصائصها

### المظهر
يتراوح مظهر شعرها بين مسترسل، مجعد إلى أسود متموج وأسود مُسرح. أغلب المصادر العلمية تقترح أن اسم «Mami Wata» هو اشتقاق مبسط للأصل الإنجليزي «Mother Water (وتعني الماء الأم)»، الأمر الذي يعكس ألقاب الربات في اللغة الأجنية لساحل العاج («Mother of water وتعني أم الماء» أو «Grandmother of water وتعني جَدّة الماء»)، رغم أن هذا التأثيل مُختلف عليه بين الكُتّاب المستفرقين لصالح أصول كلمات غير إنجليزية، مثلًا من اشتقاق لفظي من اللغة المصرية القديمة أو لغة بلاد مابين النهرين، مثل المصطلحات المصرية «Mami» أو «Mama»، التي تعني «Truth (الحقيقة)»، ولفظة «Uati» أو «Uat-Ur» بمعنى «Ocean water (ماء المحيط)». لم تُقدم أدلة تاريخية حول تقاليد الربات بمثل هذه العتاقة الأصيلة أبدًا. شاع التفكير في كونها كيانًا واحدًا، وأُطلق المصطلح على عدد من تقاليد ربات الماء الأفريقيات عبر البلدان المختلفة. هذه الثقافات الأفريقية كانت مجتمعات أمومية في أغلبها واعتقدت أن «Mami Wata» يمكن أن تشير إلى كل من الآلهة الذكور والإناث، لكن التفكير التقليدي حولها كان بصفة أنثوية غالبًا واتخذت شكلًا أنثويًا في التصويرات الفنية في أغلب الأوقات.
غالبًا ما تُصَور مامي واتا بهيئة شبيهة بالحورية، نصفها الأعلى جسد امرأة (عارٍ غالبًا) وبقيتها عقب سمكة أو أفعى. في قصص أخرى، مامي واتا بشرية تمامًا في المظهر (مع أنها ليست بشرية أبدًا). الأهمية الوجودية والروحية لمامي واتا متجذرة بعمق في التقاليد العتيقة لميثولوجيا شعوب الساحل الجنوبي الشرقي النيجيري (شعب إِفيك، إبيبيو وأنانغ). تحمل مامي واتا حليًا ثمينة في غالب الأوقات مثل الأمشاط، المرايا، والساعات. ترافقها أفعًى ضخمةً أحيانًا كثيرة (رمزًا للكهانة والألوهية)، تلتف حولها وتوسّد رأسها بين نهديها. في الأوقات الأخرى، قد تحاول المرور بشكل إنسان كامل، تتجول في الأسواق المزدحمة أو الحانات المحلية. قد تتجسد أيضًا في عدد من الأشكال الأخرى، من بينها شكل رجل. حمل التجار في القرن العشرين معتقدات مشابهة معهم من السنغال حتى زامبيا. وبسبب استمرار تقاليد مامي واتا في الظهور مجددًا، أُلصقت ربّات الماء المحليات بها.

### الماء
تتحدث الأعراف في كلا جانبي الأطلنطي أن الروح تختطف أتباعها أو أشخاصًا كيفما اتفق أثناء ممارستهم السباحة أو ركوبهم الزوارق. تجلبهم إلى ممكلتها الفردوسية، التي قد تكون إما تحت الماء، أو في عالم الأرواح، أو كليهما. وعندما تسمح لهم بالرحيل، يعود المسافرون عادةً بملابس جافة وفهم روحي جديد يتجلى في نظرتهم. غالبًا ما تزداد ثروة العائدين أولاء، جاذبيتهم، وصفاء ذهنهم بعد الواقعة.
يقدم فان ستيبريان تقارير إضافية حول قصص أخرى تصور مسافرين نهريًا (رجال غالبًا) يطاردون الروح. هي لا محالة منهمكة في تزيين نفسها، تمشيط شعرها، والنظر إلى انعكاسها في مرآة. وعندما تُلاحظ وجود دخيل، تهرب إلى الماء تاركةً ممتلكاتها. حينئذٍ يأخذ المسافر هذه الأغراض عديمة القيمة. لاحقًا، تظهر مامي واتا في أحلام اللص لتطالبه بإعادة أغراضها. وعندما يوافق على ذلك، تطالبه بوعد إضافي بالإخلاص الجنسي لها. الموافقة تضمن للشخص الثروات؛ ورفضه لإعادة الممتلكات أو لوعد الإخلاص يؤدي إلى فقره.
عبادتها متشعبةٌ بقدر تشعّب بداياتها، جماعات كهنتها وعابديها، رغم إمكانية إيجاد بعض التشابهات. من الممكن أن تتجمع مجموعة من الناس باسمها، لكن الروح أكثر انكفاءً من أن تتفاعل مع تابعيها على مبدأ شخص لشخص. بالتالي لها العديد من القساوسة والوسطاء الروحيين في افريقيا، أميريكا والكاريبي الذين وُلدوا خصيصًا ليُنذروا من أجلها.
في نيجيريا، يلبس المُكرّسون لها ملابس حمراء وبيضاء عادةً، بما أن هذه الألوان تمثل طبيعة مامي المزدوجة الخاصة. في علم دراسة الأيقونات عند شعب الإيغبو، الأحمر يمثل خصائص مثل الموت، الدمار، الحرارة، الذكورة، الجسمانية، والقوة. وبعكس ذلك، يرمز الأبيض إلى الموت لكنه يمكن أن يرمز للجمال أيضًا، الخَلق، الأنوثة، الحياة الجديدة، الروحانية، الشفافية، الماء، والثروة. قد يتضمن هذا اللباس الخاص أفعًى قماشية ملفوفة حول الخصر. ومن الممكن أن تُزين أضرحة مامي واتا أيضًا بهذه الألوان، وأغراضًا مثل أجراس، تماثيل حجرية، مطبوعات مسيحية أو هندية، دمًى، بخور، خمور، وغالبًا ما تزيّن بقايا أُضحيات سابقة أماكن كهذه.
يشكل الرقص الحماسيّ مصحوبًا بآلات موسيقية مثل الغيتارات الأفريقية أو الهارمونيكات لُبّ عبادة مامي واتا في غالب الوقت. يرقص التابعون حتى نقطة الوصول إلى النشوة، في هذه النقطة، تستحوذ مامي واتا على الشخص وتتحدث إليه أو إليها. تقديم القرابين للروح مهم أيضًا، ومامي واتا تفضل الهدايا من الطعام والشراب اللذيذين، الكحول، أغراضًا ذات رائحة ذكية (مثل الزيوت، البودرة، البخور والصابون)، والسلع الثمينة مثل المجوهرات. يترك لها المتعبدون المعاصرون هدايًا من السلع المُصنّعة مثل كوكا كولا أو مجوهرات مُصممة.
ومع ذلك، فهي ترغب للغاية بأن يكون أتباعها بصحة سليمة وحالٍ جيد. وللتوسع أكثر، يلوم الشعب الروح على كل أنواع البلايا. في الكاميرون على سبيل المثال، يُعزى التيار الساحب القوي الذي يقتل العديد من السباحين سنوًيا على طول الساحل إلى مامي واتا.

### الجنس
طبقًا لباستيان، ارتباط مامي واتا بالجنس والشهوة متصل بطريقة متناقضة ما بالإخلاص. طبقًا للتقاليد النيجيرية، قد يقابل التابع الذكر الروح بهيئة امرأة جميلة منحلّةٍ أخلاقيًا، مثل عاهرة. في القصص الشعبية النيجيرية، من الممكن أن تُغري مامي واتا مُكرسًا مميزًا لها ثم تريه نفسها راغبة بالجماع. ثم تطالبه بإخلاص جنسي تام وسرية في الموضوع. القبول يعني الثروة والحظ؛ الرفض يحيق الخراب بعائلته، موارده المالية، وعمله.

### الشفاء والخصوبة
جانب بارز آخر من جوانب آلهة مامي واتا هي صلتهم بالشفاء. إذا أصيب شخص ما بداء عضال مُضعف، غالبًا يلقى اللوم على مامي واتا. الداء دليل على أن مامي واتا مهتمة بالشخص المصاب وهي وحدها من يمكنها شفاؤه. وبشكل مشابه، هناك عدة اعتلالات أخرى يمكن نسبها إلى الروح المائية. في نيجيريا على سبيل المثال، يلقى اللوم عليها في كل شيء من الصداع حتى العقم.
في الحقيقة، يناجي النساء العقيمات الروح لتشفي مصابهن. العديد من التقاليد تزعم أن مامي واتا بذاتها عاقر، لذا إذا منحت امرأة ما طفلًا، تصبح تلك المرأة أكثر بعدًا عن الطبيعة الحقيقية للروح. بالتالي من غير المرجح أن تصبح هذه المرأة غنية أو جذابة بتكريس نفسها لمامي واتا. وغالبًا ما تزين صور نساء مع أطفالهن أضرحة الروح.